# Papilloderma altonagai
Papilloderma altonagai ist eine Nacktschneckenart aus der Unterordnung der Landlungenschnecken (Stylommatophora). Es ist die einzige Art der Gattung Papilloderma, die wiederum die einzige Gattung der Familie Papillodermatidae (und der Überfamilie Papillodermatoidea) ist.

## Merkmale
Die Tiere sind  gestreckt bis max. etwa 3 cm lang und relativ schlank; die Form kann auch als wurmförmig beschrieben werden. Der Mantelschild ist sehr klein und sitzt annähernd in der Mitte des Rückens des Tieres. Das Gehäuse ist stark rudimentär und besteht nur noch aus einem abgeflachten, aber spiralig aufgerolltem Plättchen im Mantel. Es ist fast komplett vom Mantel bedeckt, lediglich ein kleiner Teil ist durch eine kleine Aussparung im Mantel noch sichtbar. Direkt neben dem Gehäuserudiment befindet sich das Atemloch (Pneumostom). Die Oberseite des Körpers ist mit regelmäßigen Reihen von konischen Ausstülpungen (Papillen) bedeckt, die vorne schräg nach vorne-unten verlaufen, in der Mitte nahezu gerade nach unten und im hinteren Teil schräg nach hinten-unten. Auf dem Rücken ist ein leichter Kiel ausgebildet. Die Sohle des Fußes ist schmal und ungeteilt. Der Körper ist cremefarben, wobei der Rücken etwas dunkler gefärbt ist, ebenso die Papillen. Es ist kein Kiefer vorhanden. Die Radula (Raspelzunge) besitzt 12 bis 14 Zähne pro Querreihe, es sind etwa 23 Querreihen vorhanden. Innerhalb einer Querreihe ist kein Zentralzahn vorhanden, die lateralen und marginalen Zähne zeigen nur eine Spitze (unicuspidat). 

## Lebensweise, Vorkommen und Verbreitung
Über die Lebensweise von Papilloderma altonagai ist bisher wenig bekannt. Aufgrund der Radula wird angenommen, dass sie räuberisch lebt. Die Art ist bisher nur in Nordspanien (Asturien und Kantabrien) in etwa 700 m über NN nachgewiesen worden. Sie lebt dort auf feuchten Wiesen sehr versteckt unter Steinen oder in Spalten. Sie ist daher nur schwer zu finden; bisher sind nur sehr wenige Exemplare überhaupt gefunden worden. Aussagekräftige Angaben zu Häufigkeit und Verbreitung sind daher bisher nicht zu erbringen.